# مجيدل (حمص)
مجيدل قرية في ناحية تلدو التابعة لمنطقة حمص في محافظة حمص في سورية.